# Dornier Do R
Dornier Do R Superwal là một mẫu máy bay dân dụng cỡ lớn hoạt động trên mặt nước của Đức trong thập niên 1920.

## Phát triển
Do R là một phát triển lớn hơn của Do J, với cánh lớn và thân dài hơn. Do R có thể mang 19 hành khách trong 2 cabin; 11 ở cabin phía trước và 8 ở phía sau.

## Lịch sử hoạt động
Ngoài hãng Lufthansa sử dụng, những chiếc Superwal cũng hoạt động trong hãng hàng không Italy SANA vào đầu thập niên 1930, với ít nhất 1 chiếc được lắp ráp ở Italy bởi hãng CMASA.

## Các phiên bản
- R2 - phiên bản ban đầu với 2 động cơ Rolls-Royce Condor III (3 chiếc)
- R4 - phiên bản cuối cùng với 4 động cơ gồm hai cặp động cơ cánh quạt đẩy và kéo
  - R4 Gas - trang bị động cơ Bristol Jupiter do hãng Gnome et Rhône chế tạo (2 chiếc)
  - R4 Nas - trang bị động cơ Napier Lion (2 chiếc)
  - R4 Sas - trang bị động cơ Bristol Jupiter do hãng Siemens chế tạo (10 chiếc)
  - R4 Cas - trang bị động cơ Pratt & Whitney Hornet (2 chiếc)

## Các quốc gia sử dụng
Italy
- SANA

 Cộng hòa Weimar
- Lufthansa

## Thông số kỹ thuật (R4)

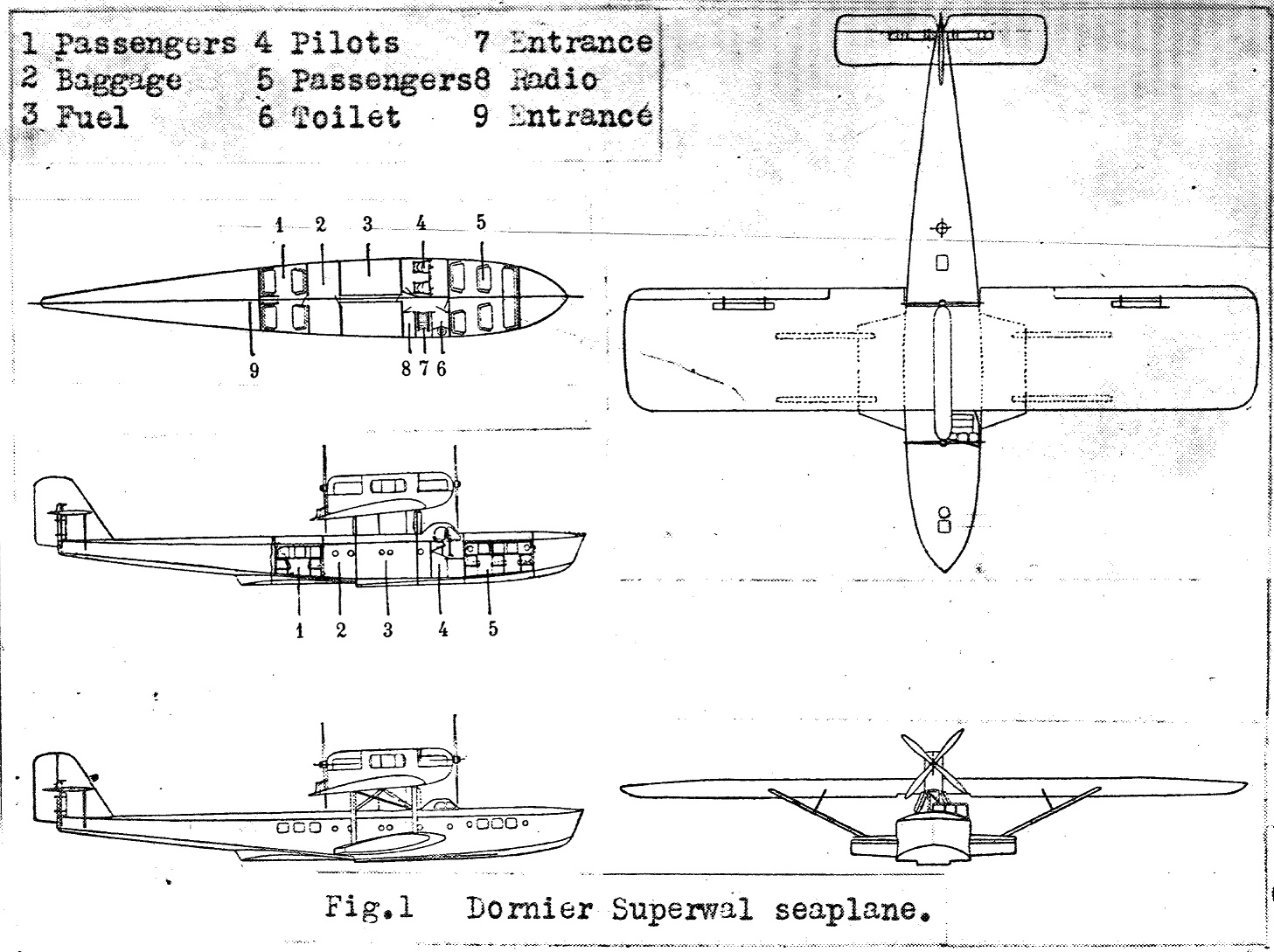
Dornier Superwal

### Đặc điểm riêng
- Phi đoàn: 4
- Sức chứa: 19 hành khách
- Chiều dài: 80 ft 8½ in (24,60 m)
- Sải cánh: 93 ft 10 in (28,60 m)
- Chiều cao: 19 ft 8 in (6,00 m)
- Diện tích cánh: 1.474,7 ft² (137 m²)
- Trọng lượng rỗng: 21.716 lb (9.850 kg)
- Trọng lượng cất cánh: n/a
- Trọng lượng cất cánh tối đa: 30.864 lb (14.000 kg)
- Động cơ: 4× Bristol Jupiter VI, 525 hp (391 kW) mỗi chiếc

### Hiệu suất bay
- Vận tốc cực đại: 130 mph (210 km/h)
- Tầm bay: 1.243 mi (2.000 km)
- Trần bay: 4.900 ft (1.500 m)
- Vận tốc lên cao: n/a
- Lực nâng của cánh: n/a
- Lực đẩy/trọng lượng: n/a

## Nội dung liên quan

### Máy bay có cùng sự phát triển
- Dornier Do J